# Cornukaempferia longipetiolata
Cornukaempferia longipetiolata är en enhjärtbladig växtart som beskrevs av John Donald Mood och Kai Larsen. Cornukaempferia longipetiolata ingår i släktet Cornukaempferia och familjen Zingiberaceae.
Artens utbredningsområde är Thailand. Inga underarter finns listade i Catalogue of Life.